# レッスルマニアV
レッスルマニアV（レッスルマニアファイブ、WrestleMania V）は、1989年4月2日にアメリカ合衆国のプロレス団体WWE（当時はWWF）が開催した年間最大の興行およびPPVの名称である。

## 概要
- 後にミスター・レッスルマニアと呼ばれることになるショーン・マイケルズは本大会がレッスルマニアデビューとなった。

- オープニングではWWF女子王者のロッキン・ロビンが "美しきアメリカ" を独唱。

- メンイベントではハルク・ホーガンがランディ・サベージを破り、約1年ぶりにWWF世界ヘビー級王座に返り咲いた。

## 結果
- ○ハーキュリーズ vs キング・ハク (w / ボビー・ヒーナン)●

- ○ツイン・タワーズ (ビッグ・ボスマン&アキーム) (w / スリック） vs ザ・ロッカーズ (ショーン・マイケルズ&マーティ・ジャネッティ)●

- △ブルータス・ビーフケーキ vs テッド・デビアス (w / バージル)△

- ○ザ・ブッシュワッカーズ (ルーク・ウィリアムス&ブッチ・ミラー) vs ファビュラス・ルージョーズ (ジャック・ルージョー&レイモンド・ルージョー) (w / ジミー・ハート)●

- ○ミスター・パーフェクト vs ブルー・ブレイザー●

- ハンディキャップ形式WWFタッグ王座戦 -Handicap tag team Match for the WWF Tag Team Championship-

○デモリッション (アックス&スマッシュ) (c) vs パワーズ・オブ・ペイン (ザ・バーバリアン&ザ・ウォーロード) &ミスター・フジ●
- ○ディノ・ブラボー (フレンチ・マーチン) vs ロニー・ガービン●

- ○ブレイン・バスターズ (アーン・アンダーソン&タリー・ブランチャード) (w / ボビー・ヒーナン) vs ストライク・フォース (リック・マーテル&ティト・サンタナ)●

- ○ジェイク・ロバーツ vs アンドレ・ザ・ジャイアント (w / ボビー・ヒーナン)●

スペシャル・レフェリー：ビッグ・ジョン・スタッド
- ○ハート・ファウンデーション (ブレット・ハート&ジム・ナイドハート) vs リズム&ブルース (ホンキー・トンク・マン&グレッグ・バレンタイン) (w / ジミー・ハート)●

- WWFインターコンチネンタル王座戦 -WWF Intercontinental Championship-

●アルティメット・ウォリアー (c) vs リック・ルード (w / ボビー・ヒーナン)○
- △ジム・ドゥガン vs バッド・ニュース・ブラウン△

- ○レッド・ルースター vs ボビー・ヒーナン (w / ブルックリン・ブロウラー)●

- WWF世界ヘビー級王座戦 -WWF Championship-

●ランディ・サベージ (c) vs ハルク・ホーガン○